# Villa Tejúpam de la Unión
Villa Tejúpam de la Unión är en ort i Mexiko.   Den ligger i kommunen Villa Tejúpam de la Unión och delstaten Oaxaca, i den sydöstra delen av landet, 260 km sydost om huvudstaden Mexico City. Villa Tejúpam de la Unión ligger 2 115 meter över havet och antalet invånare är 1 020.
Terrängen runt Villa Tejúpam de la Unión är huvudsakligen kuperad. Villa Tejúpam de la Unión ligger nere i en dal. Runt Villa Tejúpam de la Unión är det glesbefolkat, med 12 invånare per kvadratkilometer. Närmaste större samhälle är Tamazulapam Villa del Progreso, 10,9 km väster om Villa Tejúpam de la Unión. Trakten runt Villa Tejúpam de la Unión består i huvudsak av gräsmarker.